# Льодянка

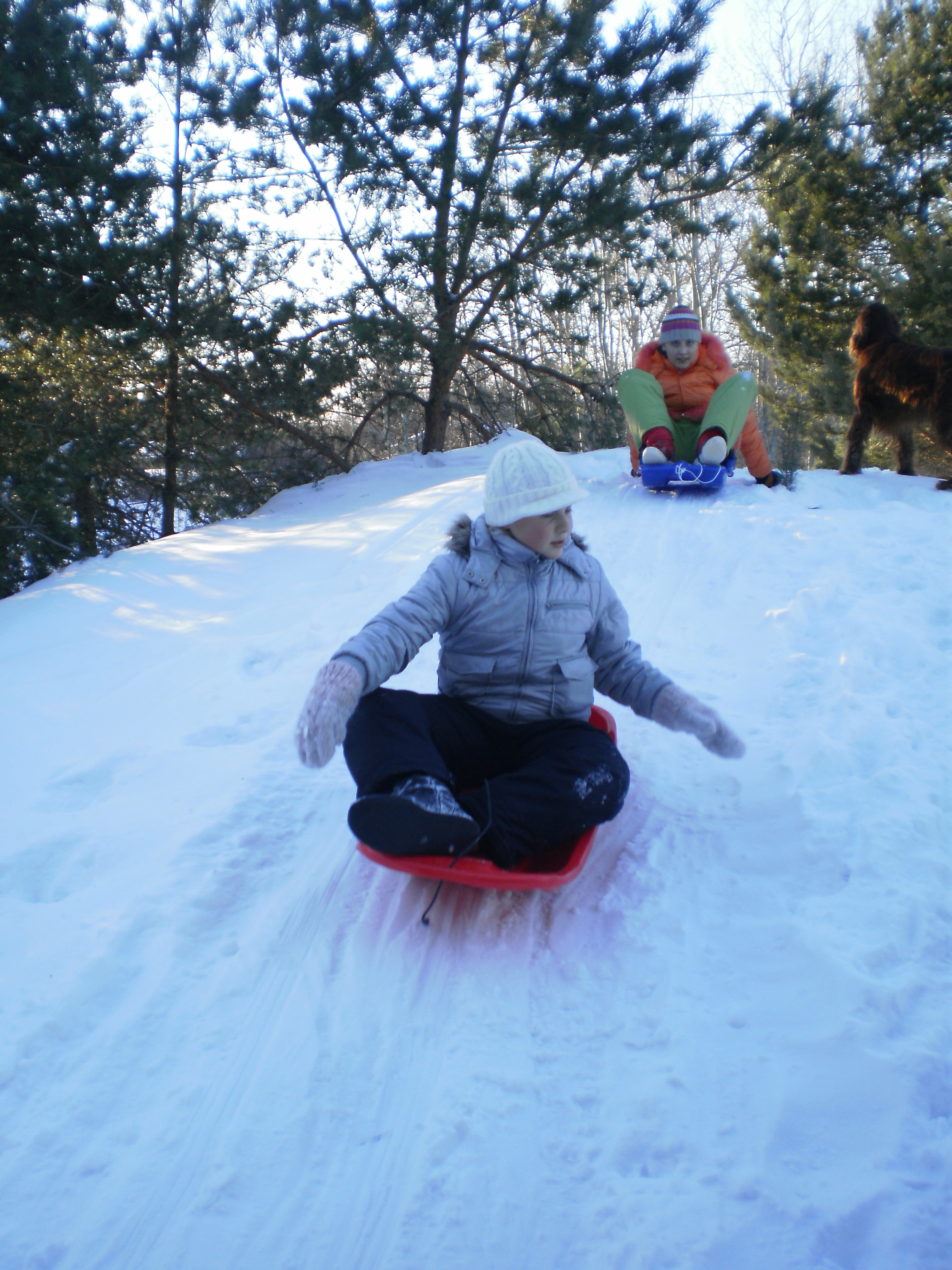
Катання на льодянках в Естонії

Льодя́нка (від рос. ледянка) — прилад для катання взимку з гірок, який має суцільний пластиковий корпус. Саме під цією назвою він найбільш відомий в Україні.

## Назва
Слово «льодянка» — недавне запозичення з російської мови. У Росії словом «ледянка» звали імпровізований прилад, що використовувався для катання з гір замість санчат. Нею міг слугувати ящик (решето, кошик), дно якого обмазували гноєм і обливали водою, підвищуючи тим самим його ковзальні властивості. Також так звали шматок криги, теж уживаний для цієї мети.
В Україні для позначення подібних приладів існували свої слова, засвідчені у старих словниках: ковга́н, ко́вганка (від ковгати — «ковзати»), громак (грімак). Останні пов'язані зі словом «громак» («баский кінь»), яке виникло внаслідок зближення зі словом «гриміти» тюркського «аргамак» (цікаво, що «Аргамак» — марка радянського снігоката).
Слово «ледянка» («ледівка, льодівка») в українській вживалося у таких значеннях: «ожеледь», «бурульки», «крупна кам'яна сіль». Значення «прилад для катання з гір» у словниках не засвідчене.

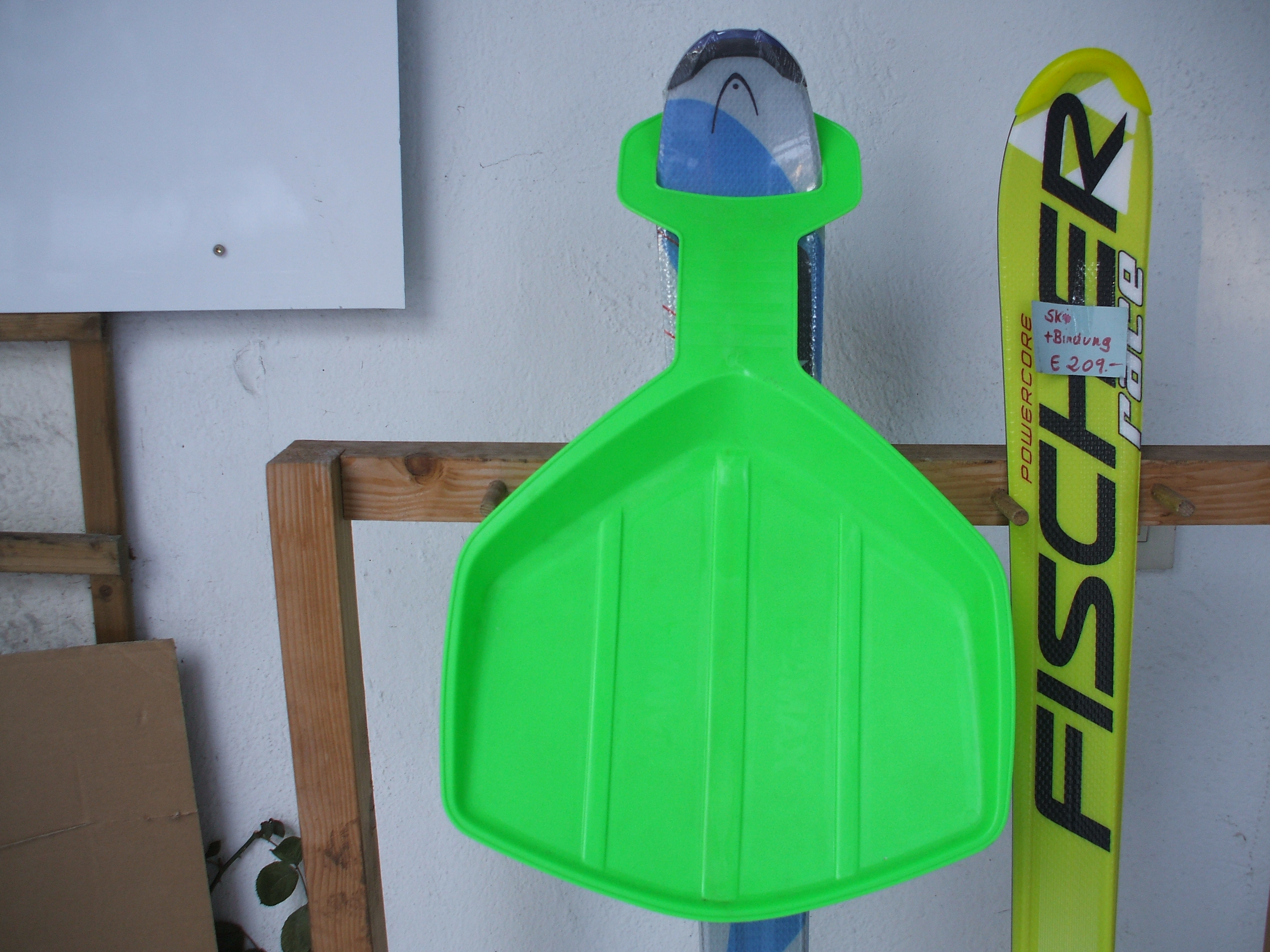
Проста льодянка

## Прості льодянки
Прості льодянки являють собою пластикову пластину круглої або схожої форми, споряджену ручкою. По суті, вони є заводським замінником різноманітних «картонок», шматків оргаліту й склопластику, колись широко уживаних для катання з гір. У Польщі аналогічний прилад зоветься jabłuszko («яблучко») — за схожість його обрисів з цим плодом. В англійській мові для нього існує безліч назв: pan sledge, sliding pan, simple sliding board, circular sled (круглої форми), bum sled, bump skid.

## Льодянки-коритця

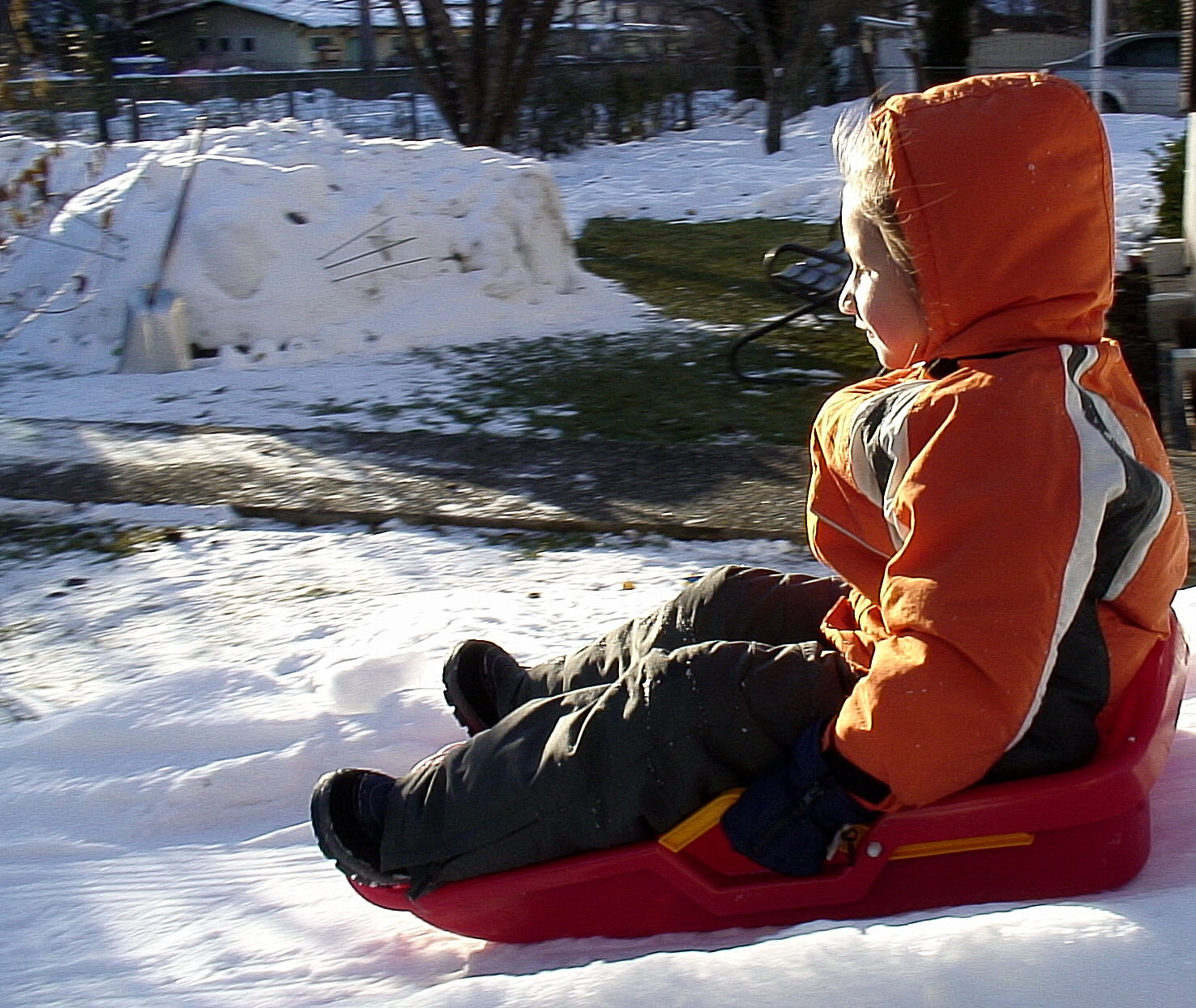
Льодянка-коритце

Льодянка-коритце має пластиковий корпус у формі корита. Більшість моделей мають рифлене сидіння та упор для ніг у передній частині, полози відсутні. Ергономічні заглибини дають змогу зручно розташуватися усередині, а ручні гальма з обох боків уможливлюють управляти льодянкою. Розраховані на дітей 3-5 років. Англійська термінологія — sled sliding-board.

## Льодянки-ватрушки

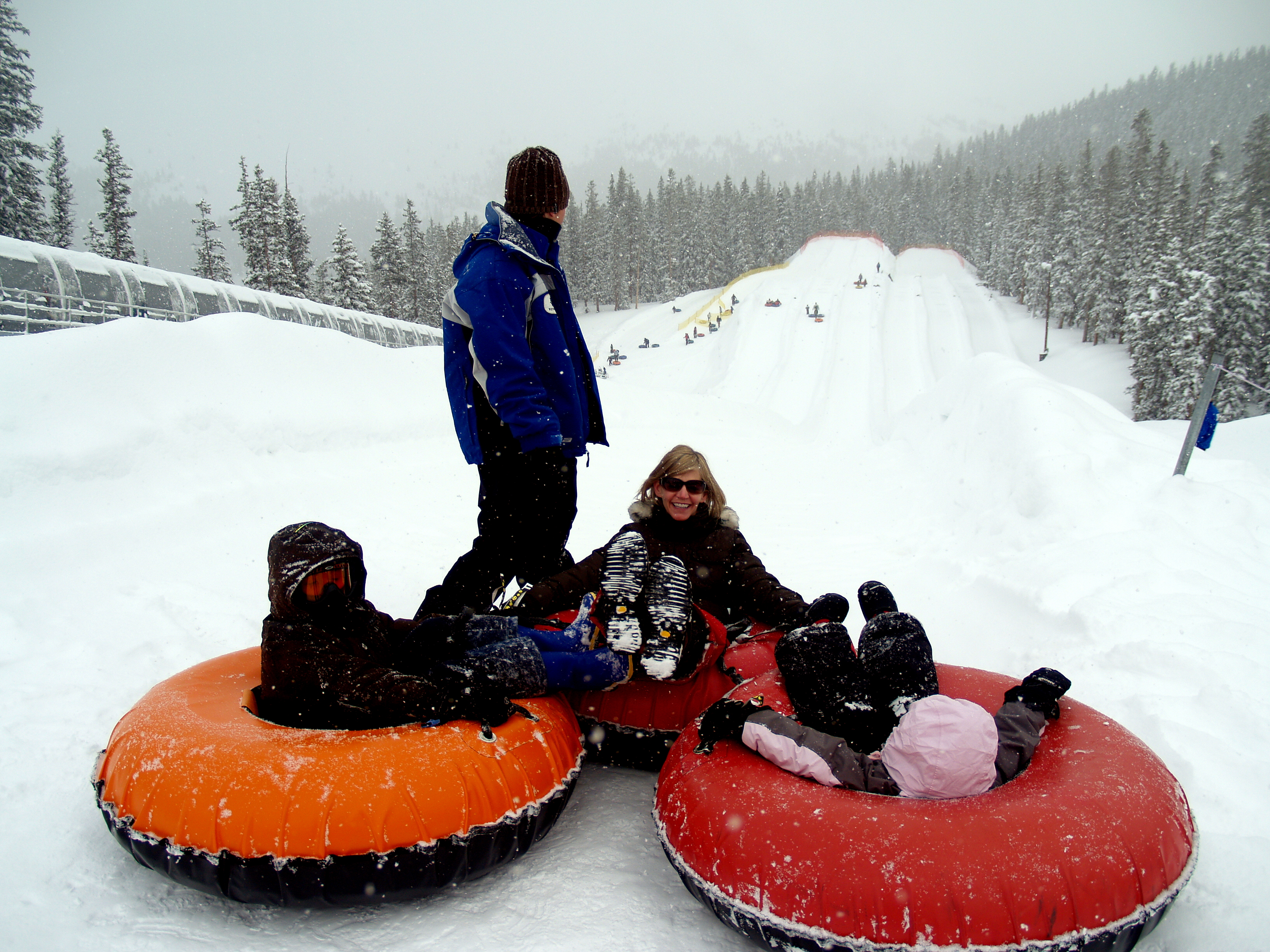
Льодянки-ватрушки. Гірськолижний курорт Кейстоун, Колорадо

Льодянки-ватрушки або «тюбінги» (від англ. snow tubing — «катання на сніговій камері») — прилад для катання з гір, що нагадує надувну камеру, споряджену дном, або гумовий човен.
Хоча імпровізованою надувною льодянкою може бути звичайна автомобільна камера, краще використовувати для цього прилад заводського виготовлення. Щодо матеріалу ставляться спеціальні вимоги: він має бути морозостійким, досить міцним, щоб уникати можливості випадкових проколів.
На відміну від санок, снігокатів і звичайних льодянок, у «ватрушок» майже відсутня можливість управління, тому при неминучості зіткнення єдиним засобом уникнення травм є негайне виплигування з них на сніг.

## Льодянки-тарілки
Інший поширений тип льодянок зветься "тарілка". Він представляє з себе пластикове коло з двома або трьома ручками. Вона є майже некерованною, але на ній катається багато дітей. Також є дешевою альтернативою "тюбінгу".

## Див. також

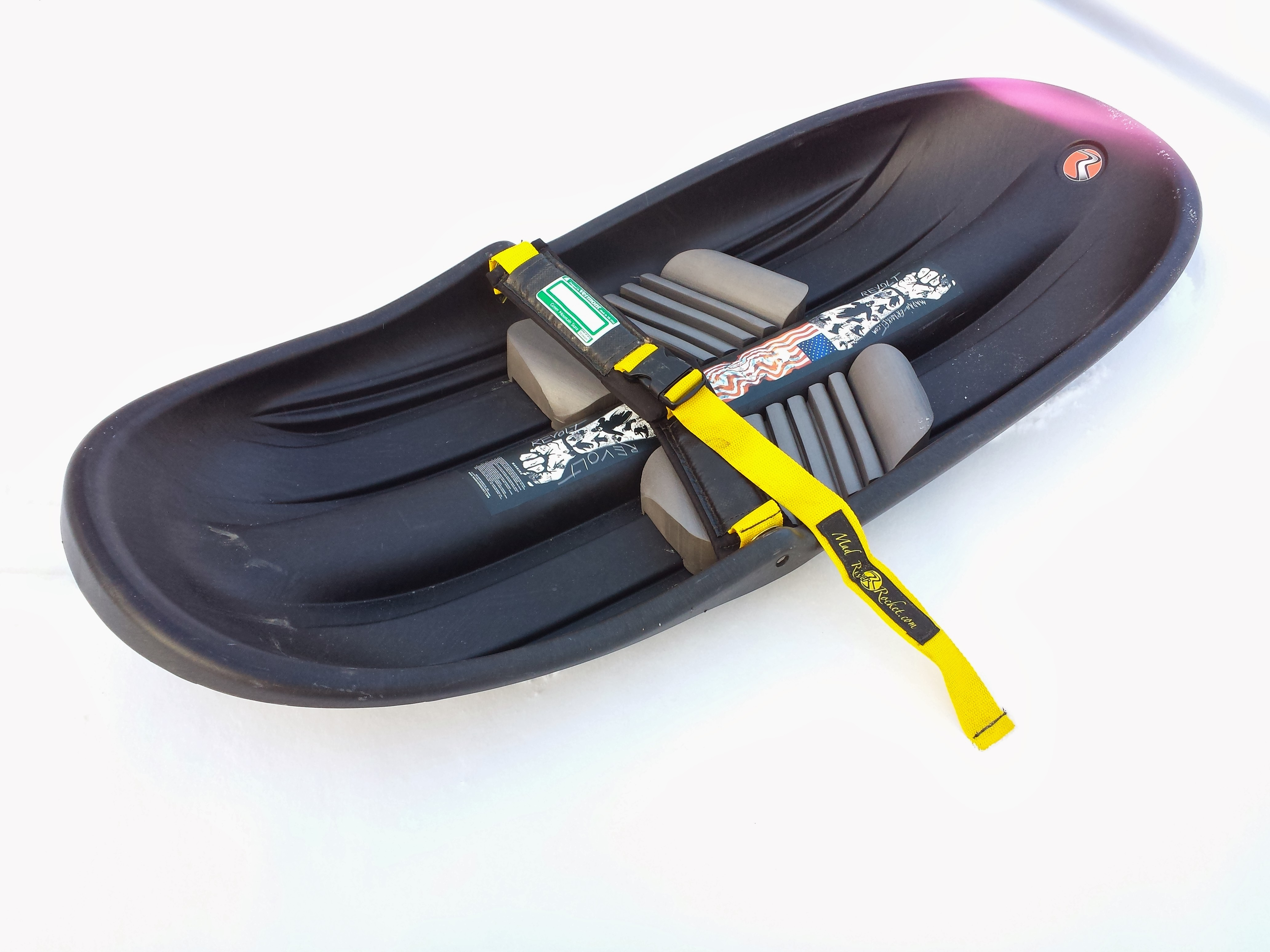
Mad River Rocket («Stinger») — «дорослий» варіант льодянки

## Інше
Льодянка (рос. ледянка) — невеличкий човен з полозами, оббитими залізом. Призначення для плавання серед льдів: по кризі його тягають за допомогою лямок, на воді він пересувається на веслах.